# Almonia
Almonia é um gênero de mariposa pertencente à família Crambidae.